# Religia w Namibii

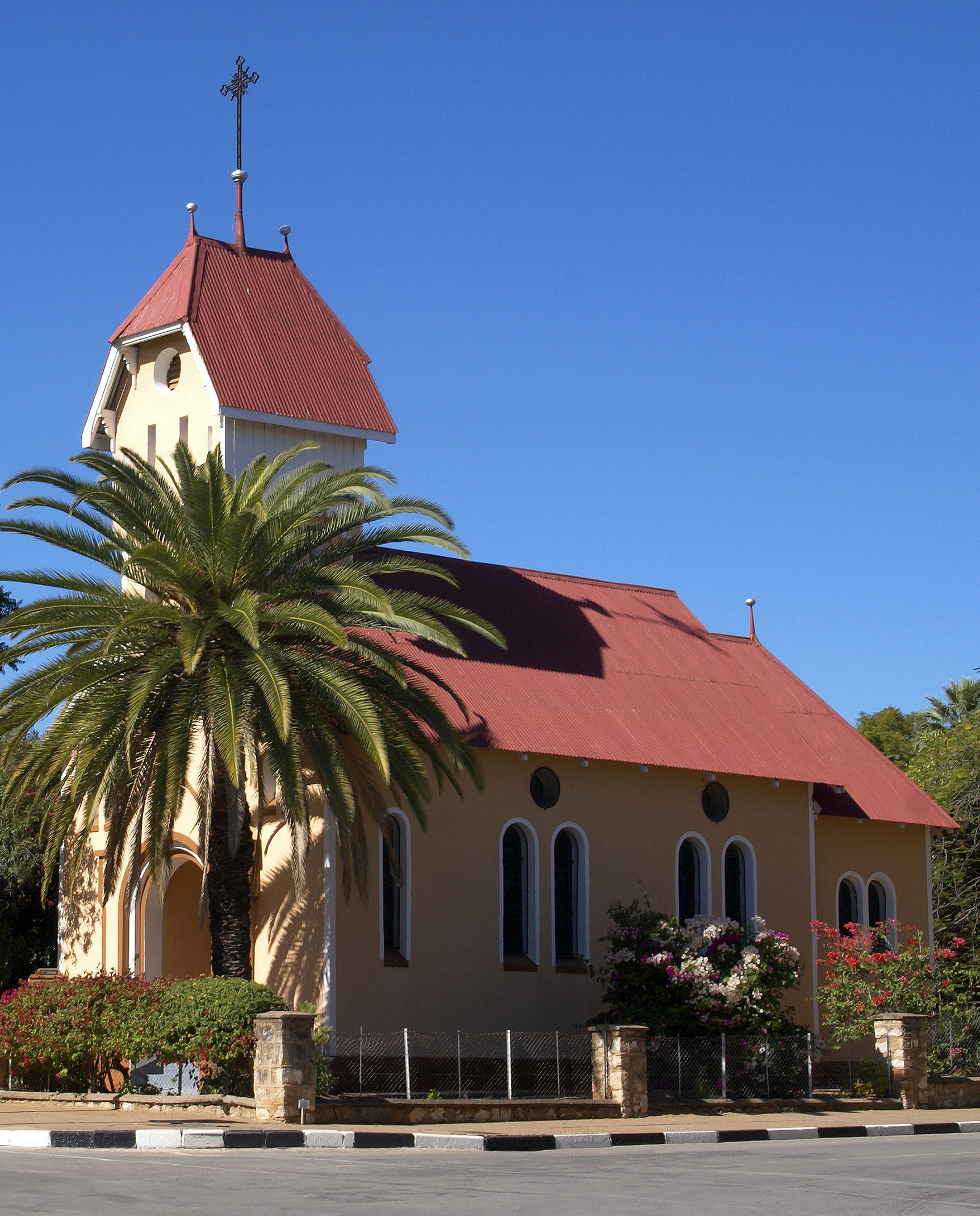
Kościół Rzymskokatolicki Św. Barbary w Tsumeb.

Religią dominującą w Namibii jest chrześcijaństwo, które wyznaje 91,4% ludności. Druga pod względem liczebności grupa praktykuje tradycyjne religie afrykańskie i stanowi 4,5% ludności. Pozostali to głównie niereligijni (4%). Według Operation World z 2010 roku do wspólnot protestanckich należy 65,8% społeczeństwa, a do katolicyzmu przyznaje się 17,9% ludności. Pozostali chrześcijanie należą głównie do niezależnych Kościołów afrykańskich, zwanych Kościołami syjonistycznymi.

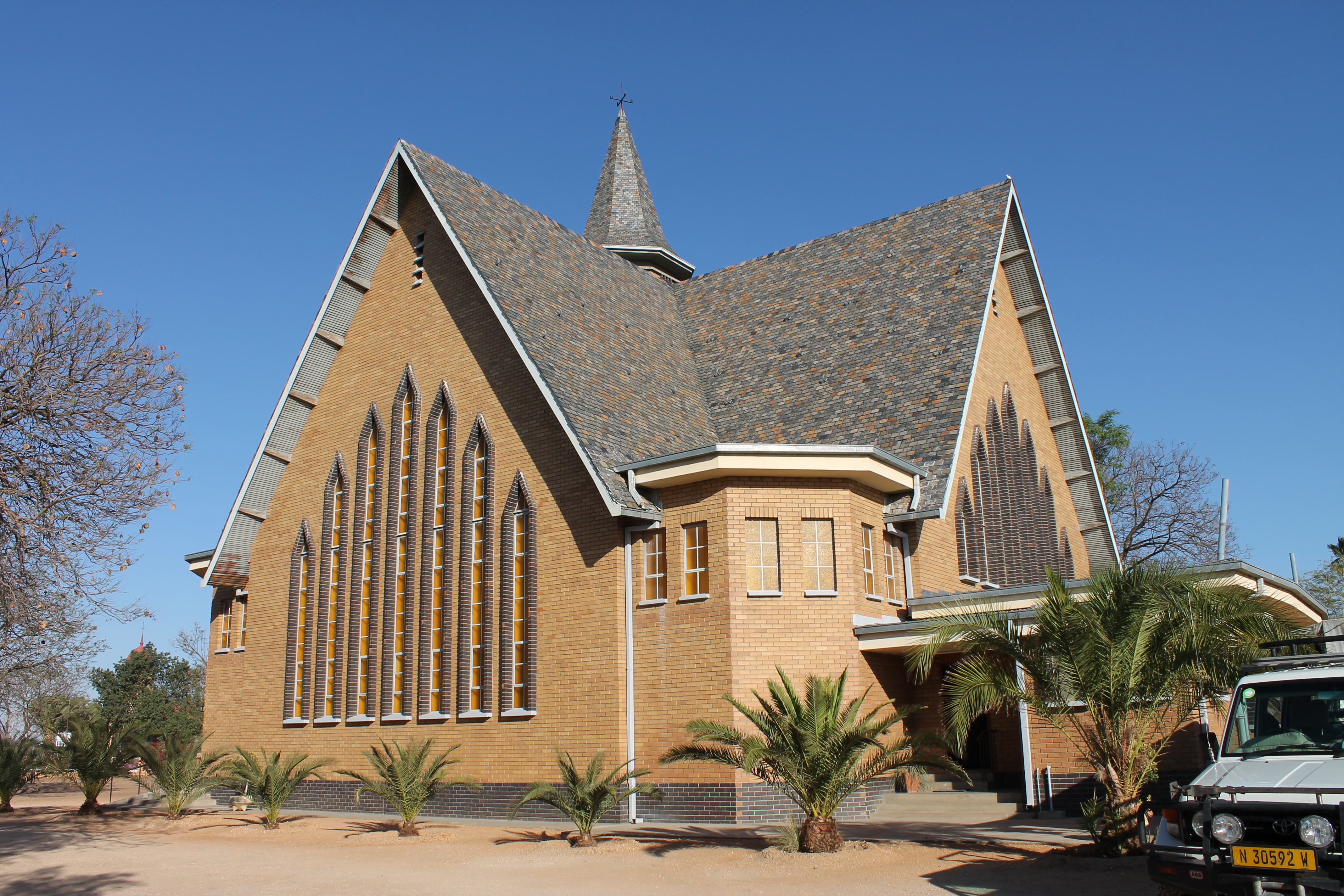
Holenderski Kościół Reformowany w Otjiwarongo.

Największe wyznanie chrześcijańskie stanowi luteranizm (47%), który jest podzielony na trzy kościoły: Kościół Ewangelicko-Luterański w Namibii, Kościół Ewangelicko-Luterański w Republice Namibii i Kościół Ewangelicko-Luterański w Namibii (DELK). W 2007 roku te trzy denominacje założyły Zjednoczoną Radę Kościołów Luterańskich w Namibii, w celu połączenia się w jeden Kościół.
Drugim co do wielkości wyznaniem jest katolicyzm. Do innych wspólnot protestanckich należą: kalwini (7%), anglikanie (5,2%), zielonoświątkowcy (2,9%), adwentyści dnia siódmego (1,4%), ewangelikalni, baptyści i metodyści.
Działają tutaj także: Kościół Nowoapostolski, islam, oraz niewielkie społeczności Świadków Jehowy i mormonów.

## Dane statystyczne
| Religie/Kościoły                                   | Liczba wiernych | Procent ludności | Źródło danych                                              |
| -------------------------------------------------- | --------------- | ---------------- | ---------------------------------------------------------- |
| Kościół Ewangelicko-Luterański w Namibii           | 772 398         | 31,84%           | Światowa Federacja Luterańska, 2015                        |
| Kościół katolicki                                  | 395 tys.        | 17,9%            | Operation World, 2010                                      |
| Kościół Ewangelicko-Luterański w Republice Namibii | 420 tys.        | 17,31%           | Światowa Federacja Luterańska, 2015                        |
| Kościół Anglikański                                | 115 tys.        | 5,2%             | Operation World, 2010                                      |
| Kościół Ewangelicko-Reformowany w Afryce           | 59 tys.         | 2,67%            | Operation World, 2010                                      |
| Zjednoczony Kościół Reformowany Południowej Afryki | 57,5 tys.       | 2,6%             | Operation World, 2010                                      |
| Protestancki Kościół Jedności                      | 37.5 tys.       | 1,7%             | Operation World, 2010                                      |
| Kościół Adwentystów Dnia Siódmego                  | 32 tys.         | 1,45%            | Operation World, 2010                                      |
| Kościół Boży Pełnej Ewangelii (zielonoświątkowcy)  | 25,6 tys.       | 1,16%            | Operation World, 2010                                      |
| Kościół Anglikański Ovamboland                     | 25 tys.         | 1,13%            | Operation World, 2010                                      |
| Holenderski Kościół Reformowany                    | 24,6 tys.       | 1,11%            | Operation World, 2010                                      |
| Kościół Reński w Namibii                           | 19,2 tys.       | 0,87%            | Operation World, 2010                                      |
| Kościół Nowoapostolski                             | 20 tys.         | 0,79%            | Kościół Nowoapostolski, 2017                               |
| Ewangeliczny Kościół Biblii                        | 13,4 tys.       | 0,61%            | Operation World, 2010                                      |
| Zbory Boże „Wróć do Boga”                          | 12 474          | 0,56%            | Operation World, 2010                                      |
| Afrykański Kościół Metodystyczno-Episkopalny       | 10,6 tys.       | 0,48%            | Operation World, 2010                                      |
| Misja Wiary Apostolskiej Południowej Afryki        | 110 zborów      | bd.              | Boet Prinsloo Ministries                                   |
| Islam                                              | 10 tys.         | 0,4%             | Lela Mobile Online, 2016                                   |
| Konwencja Baptystyczna                             | 8849            | 0,36%            | Światowy Sojusz Baptystyczny, 2016                         |
| Kościół Ewangelicko-Luterański w Namibii (DELK)    | 4434            | 0,18%            | Światowa Federacja Luterańska, 2015                        |
| Zjednoczony Kościół Kongregacjonalny               | 2879            | 0,13%            | Kościół Reformowany, 2004                                  |
| Kościoły Reformowane w Namibii                     | 2757            | 0,13%            | Kościół Reformowany, 2004                                  |
| Kościół Nazarejczyka                               | 2547            | 0,1%             | Kościół Nazareński, 2017                                   |
| Świadkowie Jehowy                                  | 2558            | 0,1%             | Sprawozdanie z działalności Świadków Jehowy, 2022 (jw.org) |
| Kościół Poczwórnej Ewangelii                       | 1150            | 0,05%            | Kościół Poczwórnej Ewangelii, 2016                         |
| Mormoni                                            | 855             | 0,04%            | LDS, 2018                                                  |
| Braterska Wspólnota Mennonitów                     | 630             | 0,03%            | Globalna Encyklopedia Anabaptystyczna, 2009                |
| Zielonoświątkowy Kościół Protestancki              | bd.             | bd.              | PPC, 2018                                                  |
| Afrykański Kościół Protestancki                    | bd.             | bd.              | Kościół Reformowany, 2004                                  |